# Okruglolisna rosika
Okruglolisna rosika (lat. Drosera rotundifolia), biljna vrsta iz porodice Rosikovki, u Hrvatskoj je kritično ugrožena i strogo zaštićena vrsta koja raste na svega nekoliko nalazišta: okolica Fužina, Karlovca i Varaždina, Plitvička jezera, Hrvatsko zagorje i Blatuša i Čemernica u Sisačko-moslavačkoj županiji.
Okruglolisna rosika je biljka mesožderka koja naraste u fazi cvatnje svega do 20 cm visine. Korijen joj je plitak i kratak, a listovi okrugli, pa joj i ime rotundifolia dolazi od rotundus (okrugli) i folius (list). Cvjetovi su sitni, bijeli, s po 5 lapova, pet bijelih latica i pet prašnika, cvate u srpnju i kolovozu.
Gornja strana lista prekrivena je crvenkastim izdancima, tentakulama dugim do 3 mm, na kojima se nalazi ljepljiva žljezdasta papila kojima biljka privlači kukce kada slete na list. Uhvaćenog kukca biljka omota listom i razgradi ga probavnim enzimima.
- D. rotundifolia
- D. rotundifolia
- D. rotundifolia